# Арканов, Аркадий Михайлович
Арка́дий Миха́йлович Арка́нов (до 1964 года Штейнбок; 7 июня 1933, Киев, Украинская ССР, СССР — 22 марта 2015, Москва, Россия) — русский писатель-сатирик, драматург и сценарист, поэт-песенник, актёр, телеведущий.

## Биография

### Ранние годы
Родился 7 июня 1933 года в Киеве, в семье снабженца Михаила Иосифовича Штейнбока (1904—1970, родом из Белой Церкви), арестованного через год после рождения сына. До освобождения отца в 1938 году жил с матерью, Ольгой Семёновной Брандман (1912, Житомир — 1987, Бостон) под Вязьмой, где отец отбывал заключение в Вяземском лагере, в 1938 году отца выпустили, затем жили в Москве (отец служил ответственным за снабжение заключённых Норильлага). Военное детство Аркадия Штейнбока прошло в эвакуации в Красноярске, где он пошёл в первый класс средней школы. По его собственным воспоминаниям, в тот период жизни на него оказал большое влияние известный лётчик Леонард Крузе.
30 апреля 1943 года вернулся с матерью и младшим братом в Москву, где поступил в третий класс.
Окончив среднюю школу, поступил в Первый Московский медицинский институт имени И. М. Сеченова.
Окончил институт в 1957 году.

### Творчество
Литературной деятельностью занялся в студенческие годы — спектакль, в котором он был одним из авторов, получил серебряную медаль на Всемирном фестивале молодёжи и студентов в 1957 году.
Григорий Горин вспоминал, что псевдонимы и он, и Аркадий Арканов взяли в 1963 году по рекомендации редактора Центрального телевидения и радиовещания, когда их совместная юмореска была принята для радиопрограммы «С добрым утром!». А. Арканов опроверг слухи о псевдониме как обыгрывающем имя писателя Аркадий — Арканов. «Я взял древнееврейское слово „арка“, означающее „загадка“, поэтому псевдоним означает „загадочный“» — объяснял писатель. В одном из интервью он указывает, что в детстве был известен среди друзей как Аркан (уменьшительное от Аркадий), что впоследствии стало его псевдонимом и в 1964 году — официальной фамилией.
Аркадий Арканов является автором ряда текстов известных песен. В 1965 году в соавторстве с Григорием Гориным и композитором Константином Певзнером была написана «Оранжевая песня» для 6-летней грузинской исполнительницы Ирмы Сохадзе. Впоследствии эта популярная песня была в репертуаре многих исполнителей, среди которых Марина Влади с сёстрами, Анастасия Стоцкая и другие.
В 1966 году вышел сборник юмористических рассказов «Четверо под одной обложкой», куда вошли произведения А. Арканова, Григория Горина, Феликса Камова и Эдуарда Успенского.
Печатался в журнале «Юность», «Литературной газете» и др. Член СП СССР (1968).
Участник неподцензурного альманаха «Метрополь».
Как исполнитель песен сотрудничал с поэтом Анатолием Поперечным, композитором Евгением Бедненко и другими.
Ведущий телевизионных передач («Анализы недели», «Клуб „Белый попугай“», «Вокруг смеха. Нон-стоп», «Клуб ворчунов», «Кусочек сыра» и других).
В составе жюри судил финальную игру Высшей лиги КВН в 1987 году.
Председатель жюри проводящегося с 2004 ежегодного открытого фестиваля юмора и эстрады «Москва—транзит—Москва».
Совместно с Левоном Оганезовым придумал и воплотил музыкальный проект «Ликбез для попсы» (классические литературные произведения, переделанные в стиле популярных песен). К популяризации через «попсу» были выбраны произведения классики: «Идиот» (по Ф. М. Достоевскому), «Анна Каренина» (по Л. Н. Толстому), «Пиковая дама» и «Евгений Онегин» (по А. С. Пушкину и П. И. Чайковскому), «Фауст» (по Гёте), «Ромео и Джульетта» и «Отелло» (по Шекспиру). В некоторых случаях за основу для пародии брался стиль того или иного исполнителя — так, например, согласно авторским ремаркам, «Фауст» должен был исполняться «размашисто, газманисто, с конским топотом и криками „ура“»; «Пиковая дама» — «по-девичьи, алёно-апински», а «Идиот» — «приблатнённо, шуфутинисто».
В результате творческого дуэта с композитором Игорем Крутым появились такие песни как «Большой привет», «Вальс», «Гондурас» (дуэтное исполнение Аркадия Арканова с Лолитой Милявской, позднее с Лаймой Вайкуле), «Дай вам Бог», «Девочка по имени Хочу» (исп. Ирина Аллегрова), «Дырка в голове» («Песня о Родине») (исп. Александр Буйнов), «Ласковая Майя», «Мадам», «Мой XX век» (исп. Валерий Леонтьев, позднее Марк Тишман), «Мур-мур-мур», «На дворе трава», «Нам надо с животными крепче дружить», «Поезд времени» (дуэтное исполнение Аркадия Арканова с Игорем Крутым), «Раздумья мои», «Танго», «Титикака», «Тюльпан», «У попа была собака», «Уходит молодость», «Хрусталь и шампанское» (исп. Александр Буйнов). В 1995 году вышел диск «Крутой Арканов — Арканов Крутой».
В 2009 году принял участие в записи рок-оперы Александра Градского «Мастер и Маргарита» (роль Редактора).

### Общественная позиция
Член общественного совета Российского еврейского конгресса.
В сентябре 1993 года поддержал роспуск Съезда народных депутатов и Верховного Совета Российской Федерации.
В 2001 году подписал письмо в защиту телеканала НТВ.
В 2014 году вместе с другими членами Русского ПЕН-центра подписал обращение, осуждающее военную операцию России в Крыму и нагнетание ненависти в российских СМИ. Писатели призвали правительство «остановить эти опасные игры, пока вторжение не переросло в полномасштабную войну».

### Личная жизнь
Любил джаз, футбол (болел за «Торпедо» Москва с 1943 года), шахматы и карточные игры.
- Брат — Валерий Михайлович Штейнбок (род. 1939), врач-анестезиолог (с 1980 года в Бостоне).
- Первая жена (1 июня 1957 — 15 марта 1958) — Майя Кристалинская (1932—1985) — эстрадная певица[37].
- Вторая жена (1962—1972) — Евгения Морозова (1936—1992), отбил у сокурсника по мединституту Александра Левенбука[38].
  - Сын — Василий Аркадьевич Арканов (род. 14 апреля 1967), переводчик, тележурналист (окончил журфак МГУ); живёт в США, где окончил факультет журналистики Колумбийского университета, в 2001—2010 годах — корреспондент Службы информации телекомпании НТВ в Нью-Йорке и Вашингтоне.
- Сын — Пьер (Пётр), род. в 1976 году вне брака от журналистки Натальи Смирновой. Занимается политологией; проживает во Франции.
- Третья жена (в 1992—2011) — Наталья Алексеевна Высоцкая (10 февраля 1948—2011), музыкальный редактор на радио и в телестудии в Останкино, в прошлом — жена композитора Теодора Ефимова; умерла от сердечного приступа[38].
- Фактическая жена (с 2013 до конца жизни Арканова) — Оксана Васильевна Соколик (род. 9 августа 1969)[39], музыкант.

### Болезнь и смерть

Могила Аркадия Арканова на Введенском кладбище. 2015

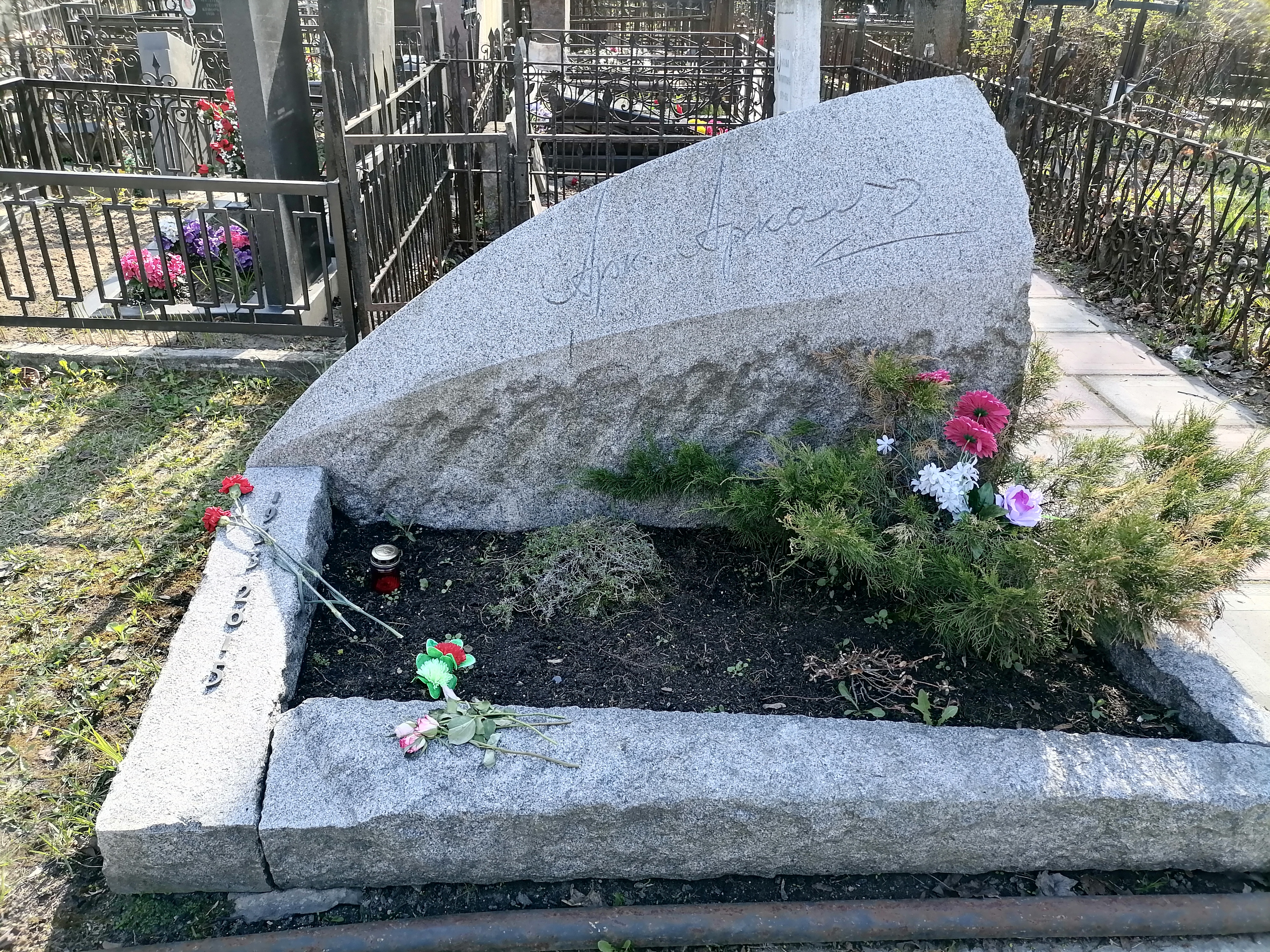
Могила Арканова. 2022

Несколько последних лет жизни страдал от онкологического заболевания.
14 марта 2015 года на вечере, посвящённом 75-й годовщине со дня рождения его друга Григория Горина в Центральном доме литераторов, Арканов, будучи ведущим, почувствовал себя плохо, но, несмотря на боль, довёл мероприятие до конца. Вскоре оказался в больнице в тяжёлом состоянии.
Скончался 22 марта 2015 года в 7 часов утра в Центральной клинической больнице. Ему был 81 год. Похоронен 25 марта на Введенском кладбище (6 уч.).

## Работы

### Проза
- Сборник юмористических рассказов «Четверо под одной обложкой», куда вошли произведения А. Арканова, Г. Горина, Ф. Камова и Э. Успенского. Искусство, 1966.
- Подбородок набекрень. М.: Советская Россия, 1975.
- В этом мире много миров: Новеллы. М., 1984.
- Рукописи не возвращаются. М., 1986. Впервые опубликован в журнале «Юность» в 1986 г. Действие романа происходит в предперестроечные годы в вымышленном городе Мухославске. В редакцию журнала «Полюшко-Поле» неизвестный приносит рукопись — тетрадь в чёрной кожаной обложке. При чтении рукописи с героями романа начинают происходить различные события. Ключевые темы романа: отображение пережитков эпохи развитого социализма (дефицит, кумовство, бюрократизм, преклонение перед начальством), проблема оценки талантов человека. Наряду с этим поднимаются общечеловеческие проблемы свободы, независимости, ответственного выбора.
- Люди как люди. М.: Молодая гвардия, 1988.
- Сюжет с немыслимым прогнозом (Белая и черная шахматная книга) / А. Арканов, Ю. Зерчанинов; [худ. А. Сальников].- М.: Физкультура и спорт, 1988.- 159, [1] с.: ил. + [16] л.- 100000 экз.-ISBN 5-278-00076-7
- Всё. М.: ИКПА, 1990. — 200000 экз. — 496 с.
- От Ильича до лампочки. М.: БЛИЦ, 1997.
- Арканов сякой. М.: Подкова, 1999.
- 208 избранных страниц. М.: Вагриус, 1999.
- «Соломон» и сознание (с И. Макаровым). М.: Вече, 2002.
- Антология Сатиры и Юмора России XX века. Том 1: Аркадий Арканов. М.: Эксмо, 2003.
- Пойду по-маленькому… М.: Империум Пресс, 2004.
- Jackpot подкрался незаметно. М.: Вагриус, 2005.
- сАРКазмы. М.,АлМи, 2006.
- Сюжет с немыслимым прогнозом. М.: АСТ, Зебра Е, 2007.
- По дороге Туда. М.: АлМи, 2010.
- Вперёд в прошлое. М., 2011.
- Арканов такой, Арканов сякой. М.: Астрель, 2011.
- Пельмени на полу. М.: Эксмо, 2011.

### Драматургия
- Маленькие комедии большого дома: пьеса. М., 1973. В соавторстве с Г. И. Гориным.
- Соло для дуэта: произведения для эстрады. М., 1975.

### Работа с эстрадными артистами
- Автор моноспектакля Владимира Винокура «Выхожу один я» (1982).
- Один из рассказов Аркадия Арканова, входящий в цикл «Сны Василия Степановича»[46], читал Евгений Петросян[47].

### Стихи
- Стишки и песенки. М.: Подкова, 2000.

### Актёрские работы
- 1975 — Центровой из поднебесья — Слоновский, спортивный комментатор
- 1984 — Очень важная персона — гость-итальянец
- 1996 — Дела смешные — дела семейные (сериал) — эпизод
- 2004 — Американский «магазин на диване» (сюжет из тележурнала «Фитиль» № 3) — учитель
- 2005 — Звезда эпохи (сериал) — голос за кадром
- 2007 — Короли игры (12-я серия) — школьный вахтёр

### Сценарии
- 1963 — Подводными тропами (документальный)
- 1963 — Я иду (документальный)
- 1964 — Искусство миллионов (документальный)
- 1965 — Без кондуктора (сюжет из киножурнала «Фитиль» № 38)
- 1966 — Карусель (сюжет из киножурнала «Фитиль» № 47)
- 1967 — На аренах Южной Америки (документальный)
- 1967 — Великие клоуны. Юрий Никулин (документальный)
- 1969 — Парад-алле (фильм-концерт)
- 1969 — Страшный сон (сюжет из киножурнала «Фитиль» № 89)
- 1970 — Дорогие слова (сюжет из киножурнала «Фитиль» № 94)
- 1971 — Не проезжайте мимо (сюжет из киножурнала «Фитиль» № 104)
- 1971 — Пёсик с прицепом (сюжет из киножурнала «Фитиль» № 111)
- 1971 — Болтун-«активист» (сюжет из киножурнала «Фитиль» № 112)
- 1974 — Маленькие комедии большого дома (телеспектакль)
- 1974 — Сюрприз (сюжет из киножурнала «Фитиль» № 145)
- 1974 — Начнём новую жизнь (сюжет из киножурнала «Фитиль» № 150)
- 1976 — Трудный день — понедельник (короткометражный)
- 1979 — Очень синяя борода (мультипликационный фильм)
- 1983 — Ждите (сюжет из киножурнала «Фитиль» № 250)
- 1990 — Партия в шахматы (документальный)
- 1995 — Полный кворум (сюжет из киножурнала «Фитиль» № 394)
- 1996 — Дела смешные — дела семейные (сериал)
- 2001 — Андрюша (фильм-спектакль)
- 2008 — Высокие чувства (короткометражный фильм по мотивам рассказа «Прыжок в высоту с разбега»)

## Награды
- Орден Почёта (4 октября 2008 года) — за заслуги в развитии отечественной литературы и многолетнюю творческую деятельность[48]
- Патриаршая грамота от святейшего патриарха Кирилла (2014).
- Премия «Золотой телёнок» «Клуба 12 стульев» «Литературной Газеты» (дважды — в 1971 и 1987 годах).
- Премия журнала «Крокодил» (1993).
- Премия «Алеко» (Болгарский союз писателей).